# Essai de stabilité au tamis
L’essai de stabilité au tamis  est un essai réalisé sur du béton autoplaçant frais pour évaluer sa résistance à la ségrégation statique. La ségrégation statique a lieu durant la prise du béton autoplaçant frais : les plus gros et/ou les plus lourds granulats  auront tendance à couler et les plus petits et/ou les plus légers à remonter.
La norme NF EN 12350-11 décrit cet essai.

## Mode opératoire
Pour réaliser cet essai un seau et un tamis sont utilisés. Le tamis a une ouverture de maille de 5 mm.
L’essai se déroule en suivant les étapes suivantes :
- remplir un seau de 10 litres avec du béton ;
- le laisser reposer  15 minutes ;
- verser la partie supérieure (4,8 kg de béton ± 0.2 kg) sur le tamis depuis une hauteur de 50 cm ;
- attendre 2 minutes puis peser la laitance qui est passée au travers le tamis ;
- calculer le pourcentage de laitance en divisant la masse de la laitance par la masse initiale du béton.

## Interprétation des résultats
Plus le pourcentage de laitance est faible, plus la stabilité à la ségrégation statique est grande. 
La norme NF EN 206 classe les bétons selon leur résistance à la ségrégation statique en deux classe SR1 ≤ 20% et SR2 ≤ 15%.